# Schriftgut
Unter Schriftgut versteht man im Dokumentations- und Archivwesen die Gesamtheit der Erzeugnisse, die in den Registraturen verwahrt werden und potentiell zum Archivgut werden können. Schriftgut kann bei natürlichen Personen oder bei juristischen Personen entstehen.
Dienstliches Schriftgut entsteht im Rahmen der Aufgabenerledigung eines Registraturbildners (Aktenbildners).
Unter dem Begriff des dienstlichen Schriftgutes werden dabei unterschiedliche Formen wie Akten, Pläne und Zeichnungen aber auch Fotoaufnahmen und digitale Überlieferungen subsumiert.
Dienstliches Schriftgut ist nach Aufgabenerledigung ggf. der vorhandenen Zentralregistratur anzubieten, welche das dienstliche Schriftgut nach Ablauf der Aufbewahrungsfristen dem Endarchiv in analoger oder digitaler Form anbietet.
Die Nachweis- und Aufbewahrungspflicht für dienstliches Schriftgut besteht bei der aktenbildenden Verwaltung.
Hilfsmittel innerhalb eines Records Managements bilden Aktenordnungen, Aktenpläne, Aufbewahrungs- und Kassationsrichtlinien oder im Schriftgutkatalog. Mit der Übergabe an das Endarchiv gehen Nachweis- und Aufbewahrungspflichten an das Archiv über.
Beispielhafte Definition:

„Schriftgut […] sind Aktenregister, Namensverzeichnisse, Karteien, Urkunden, Akten und Blattsammlungen sowie einzelne Schriftstücke, Bücher, Drucksachen, Karten, Pläne, Zeichnungen, Lichtbilder, Filme, Schallplatten, Tonträger und sonstige Gegenstände, die Bestandteile oder Anlagen der Akten geworden sind.
Satz 1 gilt für elektronisch geführte Akten und Dateien entsprechend“

Die Aufbewahrung von Schriftgut nach Beendigung des Verfahrens, insbesondere die einzelnen Aufbewahrungsfristen, regelt auf Bundesebene die Justizaktenaufbewahrungsverordnung der Bundesregierung. In den Bundesländern gibt es entsprechende Schriftgutaufbewahrungsverordnungen der für die Justiz zuständigen Landesministerien.